# Panajot Pano
Panajot Thoma Pano (řecky Παναγιώτης Θωμάς Πάνου; 7. března 1939 – 19. ledna 2010) byl albánský fotbalista. Svou kariéru začal jako brankář v akademii 17 Nëntori Tirana. Později se stal útočníkem. Od roku 1960 hrál za Partizani Tirana, v klubu hrál 15 let. Byl reprezentantem Albánie. Byl vybrán do seznamu UEFA Jubilee 52 Golden Players.
Byl přezdíván „malý Puskás“.